# 陸鑑 (嘉靖進士)
陸鑑（1506年—？），字子明，浙江金華府蘭谿縣人，民籍，明朝政治人物。

## 生平
嘉靖十三年（1534年）甲午科應天府鄉試第六十二名舉人。嘉靖二十年（1541年）中式辛丑科會試第二百六十一名，登第三甲第六十名進士。授南陵县知县，丁艱去职。起补宣城县。

## 家族
曾祖陸宗貴；祖父陸琭，壽官；父陸材，母黃氏。慈侍下。